# Brachysomida
Короткотілець (лат. Brachysomida Casey, 1913) — рід жуків з родини Скрипунових.

## Молекулярна філогенія
Сучасні дані з молекулярної філогенії на основі мітохондрієвих генів 12S рРНК, 16S рРНК, COI і ядрових генів 18S рРНК, 28S рРНК демонструють, що неарктичний рід Brachysomida і голакртичний рід Pseudogaurotina є близькоспорідненими і належать до одного роду. Їх запропоновано розглядати у якості підродів роду Brachysomida

## Розмаїття
Підрід Короткотілець — Brachysomida:
- Brachysomida atra (LeConte, 1850)
- Brachysomida bivittata (Say, 1824)
- Brachysomida californica (LeConte, 1851)
- Brachysomida rugicollis Linsley & Chemsak, 1972
- Brachysomida vittigera Linsley & Chemsak, 1972

Підрід Вусачик — Pseudogaurotina:
- Pseudogaurotina abdominalis (Bland, 1862)
- Pseudogaurotina cressoni (Bland, 1864)
- Вусачик чудовий — Pseudogaurotina excellens (Brancsik, 1874)
- Pseudogaurotina magnifica (Plavilstshikov, 1958)
- Pseudogaurotina robertae Pesarini & Sabbadini, 1997
- Pseudogaurotina splendens (Jakovlev, 1893)

## Поширення
Рід Brachysomida має голакртичне розповсюдження. Підрід Brachysomida розповсюджений лише у Північній Америці. Підрід Pseudogaurotina має розірваний ареал: 1) у Центральній Європі; 2) на Далекому Сході; 3) у Північній Америці.
В Україні поширений лише 1 вид, який вкрай рідко трапляється гірських лісах Карпат:
- Вусачик чудовий – Pseudogaurotina excellens (Brancsik, 1874)